# Правая рука кавалера де Жиака
«Правая рука кавалера де Жиака» (фр. La Main droite du Sire de Giac: 1425-1426) — историческая новелла французского писателя Александра Дюма-отца, написанная в 1836 году. Стала продолжением романа «Изабелла Баварская» (1835). В 1867 году была опубликована в составе сборника «Железные люди».

## Сюжет
Действие новеллы происходит во Франции в 1425—1426 годах, во время Столетней войны. Коннетабль Артюр де Ришмон начинает очередное сражение с англичанами, но его армия, долго не получавшая жалованье, расходится. Ришмон приезжает ко двору короля Карла VII и узнаёт, что деньги, собранные на военные нужды, были растрачены одним из королевских приближённых — Пьером де Жиаком. Этот персонаж прежде появлялся в романе Дюма «Изабелла Баварская», где заключил сделку с дьяволом ради мести своей жене и её любовнику — герцогу Бургундскому Жану Бесстрашному. Ришмон приговаривает Жиака к смерти, тот просит палача отрубить ему правую руку, чтобы разорвать таким образом сделку и спасти свою душу. После этого Жиака казнят.